# Pachodynerus sericeus
Pachodynerus sericeus är en stekelart som beskrevs av Fox 1902. Pachodynerus sericeus ingår i släktet Pachodynerus och familjen Eumenidae. Inga underarter finns listade i Catalogue of Life.